# Monument à Tadeusz Kościuszko
Le monument à Tadeusz Kościuszko est un cénotaphe du XXe siècle situé à Montigny-sur-Loing, en France. Dressé à la mémoire de l'officier polonais Tadeusz Kościuszko, le monument honore ses interventions dans les environs et représente un symbole de l'amitié franco-polonaise. Il est inscrit aux monuments historiques depuis 1993.

## Situation et accès
Le monument se situe au nord de la commune de Montigny-sur-Loing, à l'entrée du hameau de Sorques, dans la forêt de Fontainebleau. Il s'encastre dans un tumulus en bordure de la route départementale 148, dite « route de Fontainebleau à Treuzy-Levelay », sur le côté de la voie en direction de Treuzy-Levelay, non loin de la route de Larchant qui est perpendiculaire à la route départementale.

## Contexte

### Éléments biographiques de Tadeusz Kościuszko

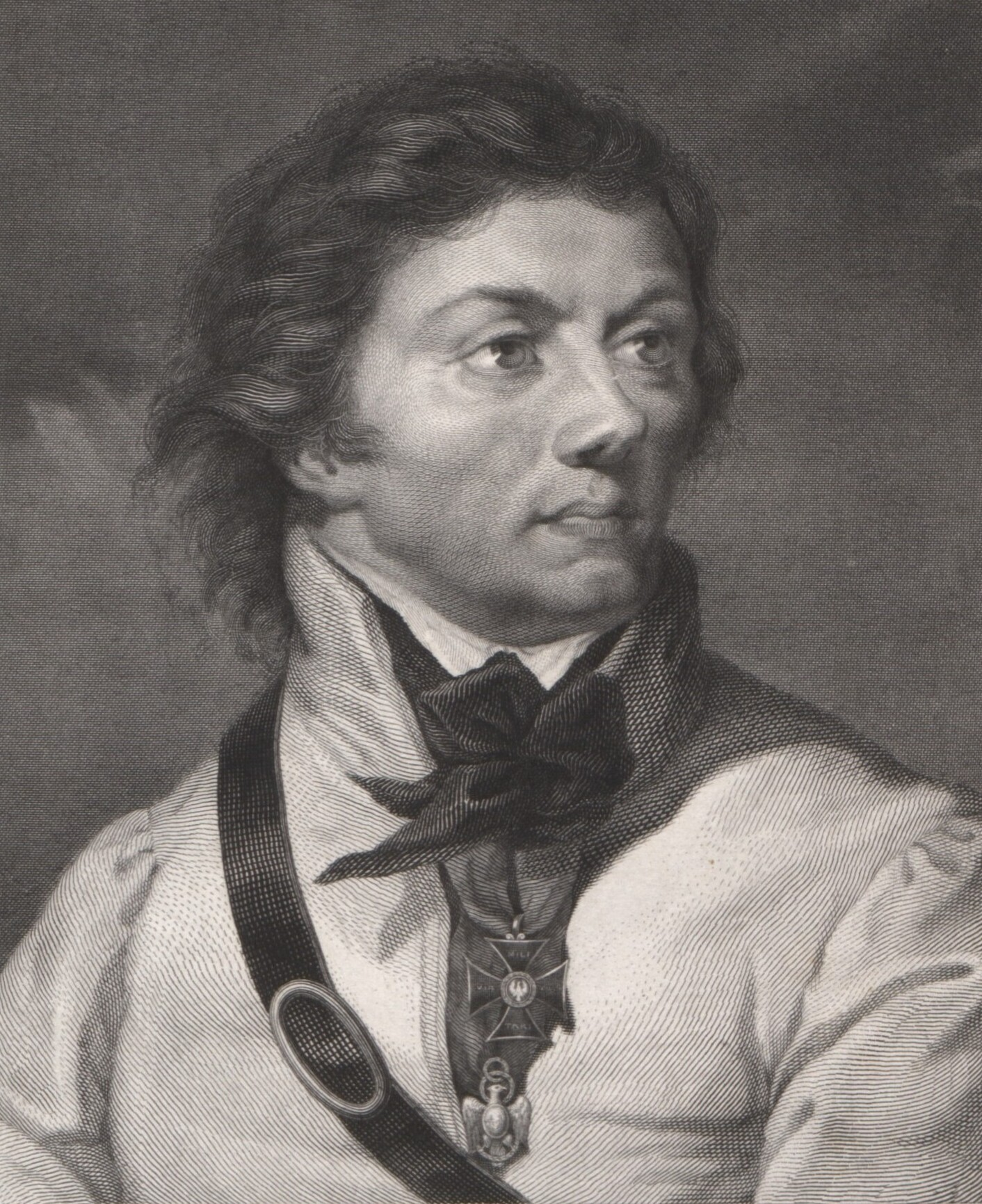
Portrait de Tadeusz Kościuszko

Tadeusz Kościuszko, est aujourd'hui reconnu comme héros national polonais, lituanien et biélorusse mais aussi héros de la guerre d'indépendance américaine. Il a été général en chef de l'armée polonaise au cours de la guerre qu'il mène contre les Russes en 1794. En France, il est nommé « Citoyen d'honneur de la République Française », le 26 août 1792.
Kościuszko décède le 15 octobre 1817 à Soleure, en Suisse. Conséquemment, de nombreuses commémorations ont eu lieu dans le monde entier.

### Interventions de Kościuszko à Montigny-sur-Loing et à La Genevraye
Kościuszko s'installe à La Genevraye, commune voisine de Montigny-sur-Loing, dans le château de Berville, résidence de Peter Josef Zeltner, l'ambassadeur suisse, en 1801. Il y séjourne durant une quinzaine d'années. Il est à la tête d'une exploitation agricole. Il introduit dans le pays l'élevage de moutons de la race mérinos ainsi qu'il est à l'origine des peupliers de Caroline (ou des peupliers d'Italie, selon les sources). Il crée aussi des tuileries à Cugny et à L'Aulnaye. Lors de la campagne de France, il sauve les villages environnants des pillages et de la dévastation par les armées russes de Platov,. Il quitte la France en 1815, après des rencontres et une sollicitation par Alexandre Ier.

## Historique

### Premier monument
Frantz Zeltner, fils de Peter Zeltner, ministre plénipotentiaire de Suisse, chez lequel Kościuszko séjourne avant de quitter la France, offre le terrain de Sorques. À son initiative, un premier monument est construit le 9 octobre 1836 par les habitants des villages environnants. Une souscription est déposée et ces derniers se réunissent pour ériger un tertre comme à Cracovie, qui atteint cinq pieds de haut. Un banquet vient clore la journée de construction. Le monument est offert à la ville, à la condition que celle-ci l'entretienne. 
Le 3 septembre 1837, les habitants de Montigny, alors surnommée Polonia-sur-Loing, se réunissent pour l'inauguration de la chapelle Saint-Thadée. Les cérémonies réunissent une dizaine de milliers de personnes et sont d'une ampleur dépassant les cadres départementales. L'ambassadeur de Russie craint un soulèvement pour l'indépendance de la Pologne, alors envahie, et se plaint auprès du roi Louis-Philippe Ier qui interdit les célébrations. 
En raison de la dégradation du monument, les restes de celui-ci sont rasés à la fin du XIXe siècle.
Le 14 octobre 1917, à l'occasion d'une cérémonie un jour avant le centenaire de la mort du dédicataire, on pose sur les vestiges une plaque commémorative avec l'inscription suivante :
| THADEE KOSCIUSZKO (1746-1817) chef suprême de l'insurrection nationale polonaise en 1794 citoyen honoraire des états-unis général de l'armée américaine en 1783 citoyen de la république française nommé par la convention en 1792 protecteur des populations de montigny, la genevraye, sorques, episy et berville a vécu, de 1800 a 1815, parmi les populations de ces communes qui ont érigé en 1836 ce monument a la mémoire du grand patriote polonais les polonais ont posé cette plaque le jour du centenaire de sa mort le 15 octobre 1917 |

### Monument actuel

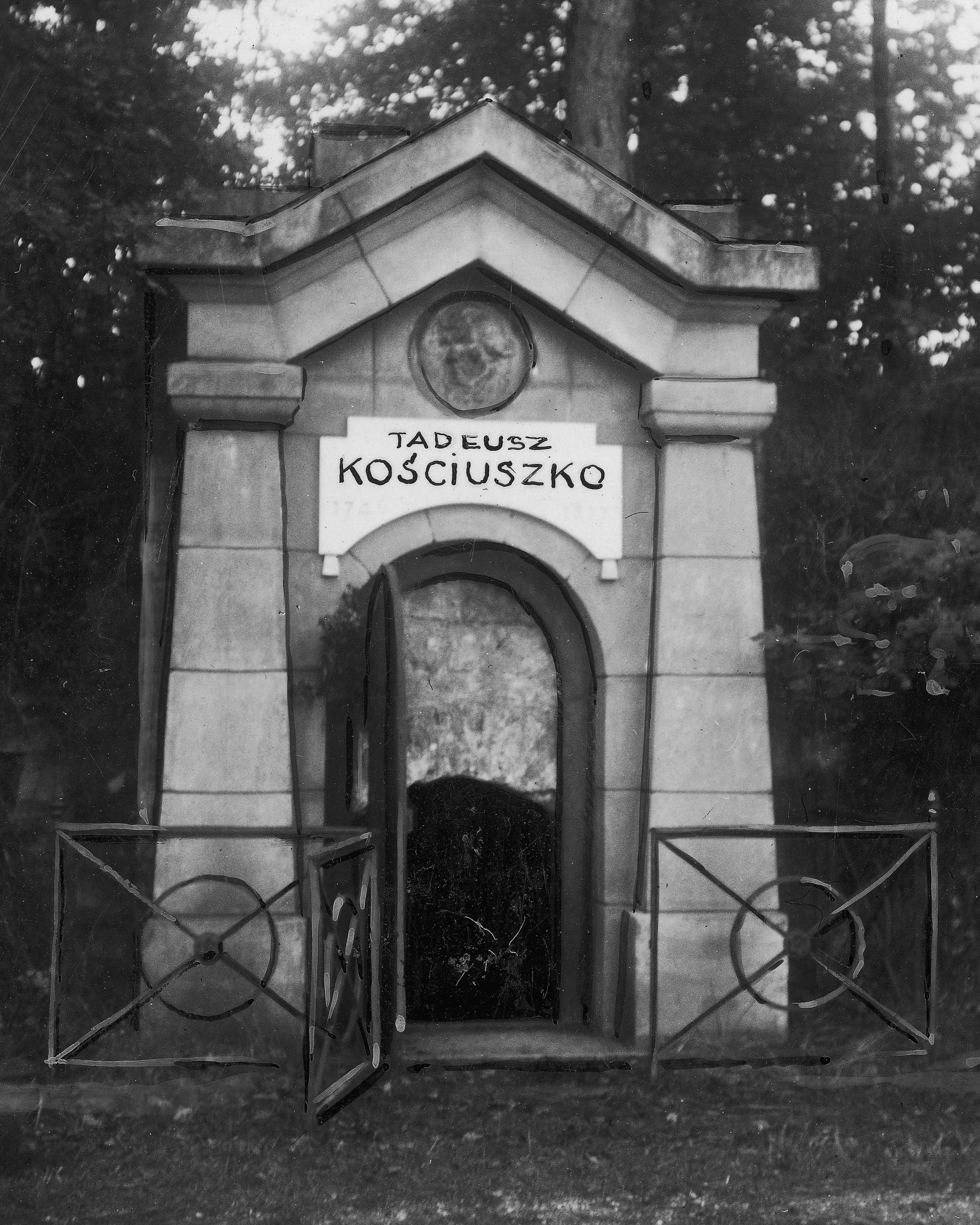
Monument avec portillon ouvert, en 1938

#### Reconstruction
Le monument actuel, conçu par Fernand Lucas, architecte à Fontainebleau, est édifié en 1924, en qualité de chapelle. Sa reconstruction a été initiée par le Comité France-Pologne, la municipalité et les Amis de la Forêt. Le médaillon, exécuté par le sculpteur Leplat, d'après David d'Angers, est ajouté au monument la même année.

#### Inauguration
L'inauguration de ce nouveau monument a lieu le 18 mai 1924. À 10 h 25, une centaine d'invités de la colonie polonaise de Paris descendent du train à la gare de Fontainebleau. Le cortège rejoint ensuite le château de Fontainebleau. Après un déjeuner dans les hôtels de la ville, vers 14 h 15, il se met en route pour la chapelle dans la forêt. Plusieurs discours y sont prononcés, rappelant le rôle joué par Kościuszko. Enfin, après la cérémonie, à l'invitation du comte Orlowski, les invités rejoignent le château de Montmélian pour s'y restaurer,.

## Structure
La porte d'entrée, sur la bordure de la route, permet l'accès à la crypte, aujourd'hui effondrée. La porte est surplombée par un médaillon en bronze représentant Kościuszko, superposé à l'inscription du nom et des dates de Kościuszko. La crypte voûtée est enterrée sous le tumulus auquel est adjacente la structure en pierre. L'entrée est préservée par une clôture.

## Statut patrimonial et juridique
Le monument commémoratif, son tumulus et les parcelles cadastrales sur lesquelles il se trouve (922 et 923 de la section B) font l'objet d'une inscription au titre des monuments historiques par arrêté du 20 avril 1993, en tant que propriété privée.

## Cérémonies de commémoration
La municipalité a organisé plusieurs cérémonies annuelles de commémoration :
- en 1917, à l'occasion du 100e anniversaire de la mort de Kościuszko, les représentants expriment les vœux de la France en faveur de l'indépendance de la Pologne[7].
- le 25 juin 1967, à l'occasion du 150e anniversaire de la mort de Kościuszko, le monument est restauré[7].
- le 20 octobre 2018, durant laquelle des gerbes ont été déposés[11].
- le 5 octobre 2019, durant laquelle des gerbes ont été déposés et une messe organisée[12].